# Siedlung Ost (Salzwedel)
Die Siedlung Ost liegt im Osten der Hansestadt Salzwedel im Altmarkkreis Salzwedel in Sachsen-Anhalt.
Sie wird im Integrierten Stadtentwicklungskonzept 2020 der Stadt Salzwedel „Bereich 10 Schillerstraße einschließlich Erweiterung“ genannt. Die Siedlung entstand als ein Einfamilienhausgebiet vor 1990 im Osten der Stadt. Sie wurde nach 1990 durch ein besiedeltes Gebiet im Süden erweitert.